# Kurdistán

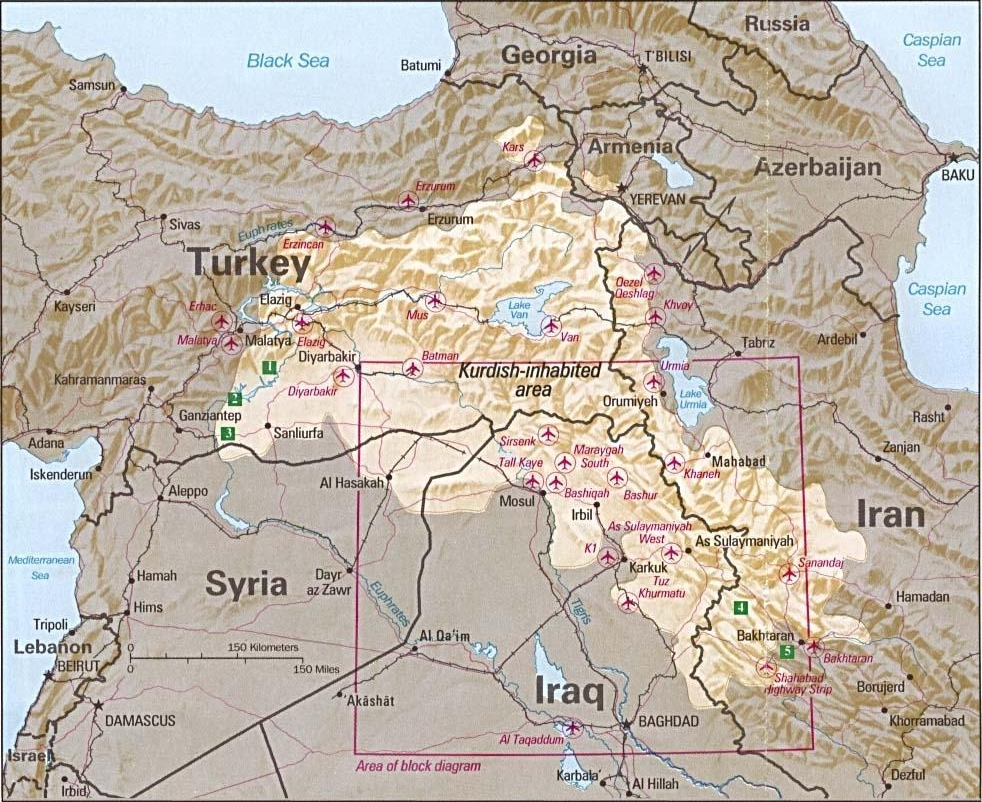
Kurdistán (Kurdy osídlené oblasti) k roku 1992

Kurdistán je neformální název pro oblast na Blízkém východě, jež je obydlená většinovou nebo menšinovou populací Kurdů, kteří žijí na těchto územích již po tisíciletí. Tato oblast se rozkládá na území pěti států: v jihovýchodním Turecku, severním Iráku, severozápadním Íránu, Sýrii a Arménii.

## Snaha o nezávislost
Zejména od počátku 20. století a obzvláště po několik posledních desítek let se snaží jak ozbrojeným bojem, tak politickým úsilím vytvořit samostatný stát (či samostatné státy) nebo alespoň politicky autonomní oblasti. Dosáhnout alespoň částečné autonomie se jim zatím podařilo jen na severovýchodě Iráku, a to díky vojenské a diplomatické pomoci Spojených států amerických, které svrhly vládu Saddáma Husajna. Částečně úspěšné jsou i současné kurdské snahy v Sýrii, kde Kurdové využili mocenského vakua po vypuknutí tamní občanské války.
Rozloha kurdských (nárokovaných) území:
- Turecko – 190 000 km² (viz Turecký Kurdistán)
- Írán – 125 000 km² (viz Kurdistán (íránská provincie))
- Irák – 65 000 km² (viz Irácký Kurdistán)
- Sýrie – 12 000 km² (viz Rojava)